# James DuPasquier
James DuPasquier, auch Jacques-Auguste DuPasquier (* 22. Dezember 1794 in Cortaillod; † 20. September 1869 in Concise), war ein Schweizer evangelischer Geistlicher.

## Leben

### Familie
James DuPasquier entstammte der Familie DuPasquier und war der Sohn des Indiennefabrikanten Claude Abraham Dupasquier (* 2. April 1764 in Cortaillod; † 18. Juli 1824 in Concise) und dessen Ehefrau Marie-Louise, Tochter des Politikers Karl Wilhelm d’Ivernois (* 11. August 1732 in Neuenburg; † 28. Februar 1819 ebenda); er hatte noch vier Geschwister. Sein Grossvater war der Fabrikant Claude-Abram DuPasquier.
Er war seit 1823 verheiratet mit Sophie-Louise (* 1796; † 24. September 1869 in Concise), Tochter von Henri-Louis Bovet (1767–1814), Hauptmann der Landmiliz; gemeinsam hatten sie zwei Kinder.

### Werdegang
James DuPasquier immatrikulierte sich 1811 zu einem Studium der Geisteswissenschaften an der Akademie Genf und beendete es 1813; von 1813 bis 1816 studierte er dann Theologie an der Universität Berlin und beendete das Studium 1817 an der Akademie in Genf. 1817 erfolgte seine Ordination.
Von 1818 bis 1823 war er Vikar in Boudry und von 1823 bis 1827 Pfarrer in Môtiers, bevor er dort bis 1831 als Diakon tätig war.
Ab 1831 war er Pfarrer in Neuenburg.

### Berufliches und geistliches Wirken
Von 1826 bis 1869 war James DuPasquier Präsident der Neuenburger Missionsgesellschaft.
Ab 1828 war er erst als Sekretär und von 1844 bis 1848 Dekan des Kapitels.
Von 1849 bis 1865 war er erster Präsident der Synode der reformierten Kirche nach der Errichtung der Republik Neuenburg 1848.
Einige seiner Predigten, die er bei feierlichen Anlässen gehalten hatte, unter anderem 1830 während der Dreihundertjahrfeier der Reformation und 1842 während des Besuchs des preussischen Königspaars, wurden veröffentlicht.

## Mitgliedschaften
- James DuPasquier war Mitglied der Gesellschaft für Naturwissenschaften Neuenburg (Société des sciences naturelles de Neuchâtel).[8]

## Schriften (Auswahl)
- Le triomphe de l’Évangile dans la Réformation. Neuchâtel: C. Gerster, 1830.
- Jésus vie du monde: sermon prêché à Neuchâtel le dimanche 25 septembre 1842: en présence de LL. MM. le roi et la reine de Prusse. Neuchâtel: imprimerie Attinger, 1842.
- Le synode de l’Église neuchâteloise aux Eglises que la providence de Dieu a établies dans notre patrie. Neuchâtel, 1861.
- Jaques-Auguste Du Pasquier (dit. James); Alphonse Petitpierre: Règlement pour les ministres impositionnaires de l’église neuchâteloise. Neuchâtel, 1862.
- Le Synode de l’Église neuchâteloise aux églises que la providence a rassemblées dans notre patrie. Neuchâtel, 1865.